# 플레인 화이트 티스
플레인 화이트 티스(Plain White T's)는 미국 시카고 출신의 의 팝 펑크 밴드이다. 1997년 고등학교 친구 사이였던 톰 히긴스와 켄 플레처가 결성하였으며 시카고 등지의 클럽에서 공연을 하며 언더그라운드 생활을 하였다.

## 구성원

### 현재 멤버
- 톰 히긴스 - 리드 보컬, 어쿠스틱 기타
- 데이브 티리오 - 리듬 기타, 백업 보컬
- 마이크 레톤도 - 베이스, 백업 보컬
- 팀 로페즈 - 리드 기타, 보컬
- 디메어 해밀턴 - 드럼, 백업 보컬

### 과거 멤버
- 켄 플레처 - 베이스
- 스티브 매스트 - 리드 기타, 보컬
- 카힐러니 산체스

## 음반

### 정규 음반
- Come on Over (2000)
- Stop (2002)
- All That We Needed (2005)
- Every Second Counts (2006)
- Big Bad World (2008)
- Wonders of the Younger (2010)

### EP 음반
- Rip Off of the Hits (2001)
- Hey There Delilah EP (2007)